# Centro Correccional para Adultos del Fuerte Augusta
El Centro Correccional para Adultos del Fuerte Augusta (en inglés: Fort Augusta Adult Correctional Centre antes llamado Prisión del Fuerte Augusta) es una de las 2 prisiones en Jamaica exclusivas para las mujeres. Fue construida para dar cabida a 250 reclusas, pero ha recibido más de 280 en ocasiones. Ha habido reportes sobre escasez de alimentos. Es operado por el Departamento de Servicios Penitenciarios del Ministerio de Seguridad Nacional. El Fuerte Augusta fue originalmente una fortaleza junto al mar construida por los ingleses en la década de 1740 con el fin proporcionar la principal defensa para el lado oeste de la Bahía de Kingston. Se completó en la década de 1750 y fue llamada Fort Augusta en honor a la madre del rey Jorge III. En 1763 un rayo cayó sobre el fuerte y sus tres mil barriles de pólvora provocando una explosión que rompió ventanas a 17 millas de distancia y mató a tres centenares de personas. 